# Jüdischer Friedhof Rogatica

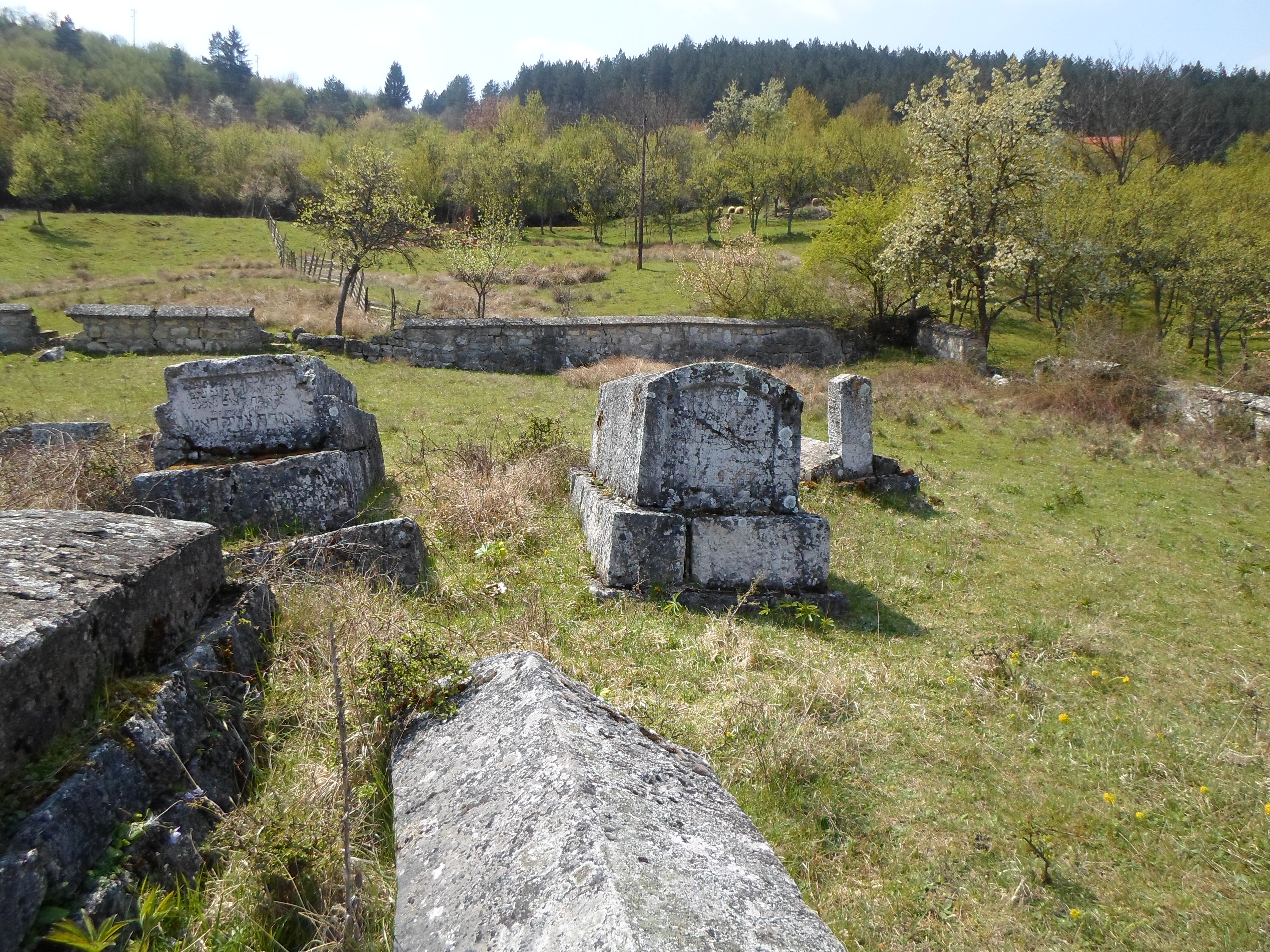
Jüdischer Friedhof Rogatica

Der Jüdische Friedhof Rogatica (bosnisch Jevrejsko groblje u Rogatici) liegt in Rogatica, einer Kleinstadt und Gemeinde im Osten von Bosnien und Herzegowina, die seit dem Bosnienkrieg zur Republika Srpska gehört.
Der jüdische Friedhof wurde im Jahr 1900 auf dem westlichen Hang eines Hügels außerhalb der Stadt angelegt. Auf dem kleinen Friedhof befinden sich 16 Grabsteine, die aus dem Boden ragen, und zehn weitere vermutlich ältere Steine, die im Boden eingesunken sind. Umgeben ist der Friedhof von einer beschädigten festen Mauer. Inschriften auf den Grabsteinen sind in Hebräisch, in Ladino, der romanischen Sprache der Sephardim, und in Serbokroatisch. Es existiert eine Gedenkstätte für die Opfer im Zweiten Weltkrieg.